# Sole per sempre
Sole per sempre è un singolo del cantautore italiano Pierdavide Carone, pubblicato il 10 giugno 2016.

## Tracce
1. Sole per sempre – 2:49 (Pierdavide Carone)